# Oberthuroplia pusilla
Oberthuroplia pusilla är en skalbaggsart som beskrevs av Marc Lacroix 1998. Oberthuroplia pusilla ingår i släktet Oberthuroplia och familjen Melolonthidae. Inga underarter finns listade i Catalogue of Life.